# Tanaka Sumie

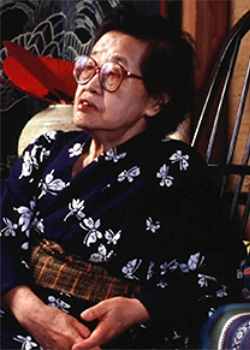
Tanaka Sumie

Tanaka Sumie (japanisch 田中 澄江; geboren 11. April 1908 in Tokio; gestorben 1. März 2000 ebenda) war eine japanische Drehbuch-Autorin, Schriftstellerin und Essayistin.

## Leben und Wirken
Tanaka Sumie interessierte sich schon früh für das Stückeschreiben und beteiligte sich während der Ausbildung an der „Pädagogischen Hochschule Tokio für Frauen“ (東京女子高等師範学校), der Vorläufereinrichtung der heutigen Ochanomizu-Universität, an Gruppen wie „Butai“ (舞台) – „Bühne“ und „Gekisaku“ (劇作) – „Drama“. 1934 heiratete sie den Dramatiker Tanaka Chikao (田中 千禾夫; 1905–1995). Ihr erstes abendfüllendes Stück hieß „Haru Aki“ (はる・あき) – „Frühling – Herbst“, das 1939 im Theater Bungakuza (文学座) aufgeführt wurde.
Nach dem Zweiten Weltkrieg schrieb Frau Tanaka 1948 ihr erstes Werk, das als Privatdrama angesehen werden kann, „Akujo to me to kabe“ (悪女と眼と壁) – „Böse Frau, Auge und Wand“. 1950 folgte „Kyōto no niji“ (京都の虹) – „Regenbogen über Kyōto“, 1955 „Hasami“ (鋏) – „Die Schere“ und 1958 „Tsuzumi no Onna“ (つづみの女) – „Die Frau mit der Handtrommel“. Mit den Augen einer Frau mit starkem Selbstbewusstsein und reicher Sensibilität zeigt sie in ihren Stücken die Liebe und den Hass zwischen Männern und Frauen.
1952 ließ Tanaka sich katholisch taufen und sie schrieb 1959 „Garashia, Hosokawa fujin“ (がらしあ・細川夫人) – „Gracia – Frau Hosokawa“ und das Libretto zu „Nijūrokunin no junkyō“ (二十六人の殉教) – „26 Märtyrer“, eine Oper, die 1997 in Nagasaki uraufgeführt wurde. Mit dem Buch „Genshi, josei wa taiyō deatta“ (元始女性は太陽であつた) – „Ursprünglich war die Sonne eine Frau“ ehrte sie 1971 Hiratsuka Raichō (1886–1971), Pionierin des Feminismus in Japan.
Seit 1949 hat Tanaka viele Drehbücher für Filme geschrieben, und seit der zweiten Hälfte der 1960er Jahre schrieb sie auch Romane. Für „Kaki-tsubata gunraku“ (カキツバタ群落) – „Iris-Büschel“ aus dem Jahr 1973 wurde sie mit dem Kunst-Förderpreis des Kultusministers (芸術選奨文部大臣賞, Geijutsu senshō monbu daijin-shō) ausgezeichnet. Aufsehen erregte 1995 „Otto no shimatsu“ (夫の始末) – „Das Ende meines Mannes“, ein Buch, in dem sie den Umgang mit ihrem kranken Ehemann schildert. Sie wurde dafür 1996 mit dem Murasaki-Shikibu-Literaturpreis und mit dem Frauenliteraturpreis ausgezeichnet. Sie war auch begeisterte Bergsteigerin und hat Bücher wie „Hana no hyaku meizan“ (花の百名山) – „100 berühmte Blumenberge“ verfasst.
Tanaka schrieb die Drehbücher für etwa 40 Filme, mehr als 20 Fernseh-Stücke, 20 Romane, etwa 100 Essays. Sie war Mitglied im „Japan Pen Club“, in der „Japan Theatre Association“, in der „Japan Writers Association“ und in der „Japan Broadcasting Writers Association“ und wurde mit den erwähnten und weiteren Preisen ausgezeichnet.